# 1510
1510 (MDX) a fost un an comun al calendarului iulian, care a început într-o zi de marți.

## Evenimente
- 12 martie: Mihnea I cel Rău este asasinat la Sibiu de rivalul său Danciu și de sârbul Dimitrie Iacsic.

### Nedatate
- februarie: Vlad cel Tânăr (Vlăduț), fiul lui Vlad Călugărul, devine domn al Țării Românești, cu concursul boierilor Craiovești. Noul domn și Craioveștii își jură reciproc credință luând garant pe Mehmed-beg.
- Epidemie de ciumă la Timișoara.

## Nașteri
- Diaconul Coresi, tipograf și traducăror român (d. 1583)

## Decese
- 17 mai: Sandro Botticelli (n. Alessandro di Mariano di Vanni Filipepi), 65 ani, pictor italian (n. 1445)
- 31 decembrie: Bianca Maria Sforza, 38 ani, împărăteasă a Sfântului Imperiu Roman (n. 1472)